# São Pedro da Cipa
São Pedro da Cipa è un comune del Brasile nello Stato del Mato Grosso, parte della mesoregione del Sudeste Mato-Grossense e della microregione di Rondonópolis.